# Dalilah Muhammad
Dalilah Muhammad (New York, 7 febbraio 1990) è un'ostacolista statunitense, campionessa olimpica dei 400 metri ostacoli a Rio de Janeiro 2016 e campionessa mondiale a Doha 2019.

## Biografia
Campionessa olimpica dei 400 metri ostacoli a Rio de Janeiro 2016 e campionessa mondiale a Doha 2019, in questa specialità ha vinto anche due medaglie d'argento ai Mondiali di Mosca 2013 e Londra 2017, la medaglia d'argento ai Giochi olimpici di Tokyo 2020, nonché la medaglia d'oro nella staffetta 4×400 m nel 2019. Ha inoltre stabilito in due occasioni il record mondiale dei 400 m ostacoli con i tempi di 52"20 e 52"16, detenendo il primato dal 28 luglio 2019 al 27 giugno 2021.

## Palmarès
| Anno | Manifestazione  | Sede           | Evento   | Risultato  | Prestazione | Note                                     |
| ---- | --------------- | -------------- | -------- | ---------- | ----------- | ---------------------------------------- |
| 2007 | Mondiali U18    | Ostrava        | 400 m hs | Oro        | 57"25       |                                          |
| 2013 | Mondiali        | Mosca          | 400 m hs | Argento    | 54"09       |                                          |
| 2016 | Giochi olimpici | Rio de Janeiro | 400 m hs | Oro        | 53"13       |                                          |
| 2017 | Mondiali        | Londra         | 400 m hs | Argento    | 53"50       |                                          |
| 2019 | Mondiali        | Doha           | 400 m hs | Oro        | 52"16       | Record mondiale                          |
| 2019 | Mondiali        | Doha           | 4×400 m  | Oro        | 3'18"92     | Miglior prestazione mondiale stagionale  |
| 2021 | Giochi olimpici | Tokyo          | 400 m hs | Argento    | 51"58       | Miglior prestazione personale            |
| 2021 | Giochi olimpici | Tokyo          | 4×400 m  | Oro        | 3'16"85     | Miglior prestazione personale stagionale |
| 2022 | Mondiali        | Eugene         | 400 m hs | Bronzo     | 53"13       | Miglior prestazione personale stagionale |
| 2023 | Mondiali        | Budapest       | 400 m hs | Semifinale | 54"19       |                                          |

## Campionati nazionali
- 4 volte campionessa nazionale dei 400 m ostacoli (2013, 2016, 2017, 2019)

## Altre competizioni internazionali
2017
- Vincitrice della Diamond League nella specialità dei 400 m hs

2018
- Vincitrice della Diamond League nella specialità dei 400 m hs

## Riconoscimenti
- Atleta mondiale dell'anno (2019)